# Okres Pardubice
Der Okres Pardubice (deutsch Bezirk Pardubitz) ist ein Bezirk in Tschechien und befindet sich in der Region Pardubický kraj. Er ist mit 880 km² der kleinste Bezirk im Kreis, hat aber gleichzeitig die höchste Bevölkerungsdichte von 182 Einwohnern pro km². Von den 179.537 Einwohnern (Stand 1. Januar 2023) leben alleine 56 % in der zehntgrößten Stadt Tschechiens – Pardubice. Von den 112 Gemeinden sind außerdem Přelouč, Holice, Chvaletice, Lázně Bohdaneč, Sezemice, Horní Jelení und Dašice Städte.
Der landwirtschaftlich nutzbare Boden nimmt 60 % der Fläche ein, auf der vornehmlich Getreide, Futtermittel, Rüben, Ölpflanzen und Gemüse angebaut werden. Im Bezirk hat sich vor allem die Industrie angesiedelt, wobei das Zentrum auch hier Pardubice bildet. Die stärksten Branchen sind Chemie, Petrochemie, Maschinenbau, Nahrungsmittelverarbeitung und die Herstellung von Lebkuchen. Durch ausländische Investitionen kam in den letzten Jahren Elektrotechnik und Elektronik hinzu. Die Arbeitslosigkeit beträgt etwa 5,5 %.
Der Bezirk ist durch die Kreisstadt auch Zentrum der Kultur, Bildung und des gesellschaftlichen Leben. Zu den touristischen Attraktionen der Stadt gehören der historische Stadtkern mit dem Grünen Tor und dem Renaissance-Schloss mit einem Museum und einer Galerie. Zu weiteren Sehenswürdigkeiten gehören die Schifffahrten auf der Elbe, die spätgotische Burg Kunětická Hora oder das Barock-Schloss Choltice. Zu den staatlichen kulturellen Denkmälern gehört das Areal bei Kladruby nad Labem. Interessant sind die Ausstellungen im afrikanischen Museum in Holice, dem hiesigen Weltenbummler Emil Holub gewidmet. Der Bezirk ist auch in die Aktivitäten der Euroregion Glacensis eingebunden.
Die Gemeinde Hostovice wurde 2006 zum Stadtteil von Pardubice.
Zum 1. Januar 2007 wechselten die Gemeinden Radhošť und Týnišťko in den Okres Ústí nad Orlicí.

## Städte und Gemeinden
Barchov – Bezděkov – Borek – Brloh – Břehy – Bukovina nad Labem – Bukovina u Přelouče – Bukovka – Býšť – Časy – Čeperka – Čepí – Černá u Bohdanče – Dašice – Dolany – Dolní Roveň – Dolní Ředice – Dříteč – Dubany – Hlavečník – Holice – Holotín – Horní Jelení – Horní Ředice – Hrobice – Choltice – Choteč – Chrtníky – Chvaletice – Chvojenec – Chýšť – Jankovice – Jaroslav – Jedousov – Jeníkovice – Jezbořice – Kasalice – Kladruby nad Labem – Kojice – Kostěnice – Křičeň – Kunětice – Labské Chrčice – Lány u Dašic – Lázně Bohdaneč – Libišany – Lipoltice – Litošice – Malé Výkleky – Mikulovice – Mokošín – Morašice – Moravany – Němčice – Neratov – Opatovice nad Labem – Ostřešany – Ostřetín – Pardubice – Plch – Poběžovice u Holic – Poběžovice u Přelouče – Podůlšany – Pravy – Přelouč – Přelovice – Přepychy – Ráby – Rohovládova Bělá – Rohoznice – Rokytno – Rybitví – Řečany nad Labem – Selmice – Semín – Sezemice – Slepotice – Sopřeč – Sovolusky – Spojil – Srch – Srnojedy – Staré Hradiště – Staré Jesenčany – Staré Ždánice – Starý Mateřov – Stéblová – Stojice – Strašov – Svinčany – Svojšice – Tetov – Trnávka – Trusnov – Třebosice – Turkovice – Uhersko – Úhřetická Lhota – Újezd u Přelouče – Újezd u Sezemic – Urbanice – Valy – Vápno – Veliny – Veselí – Vlčí Habřina – Voleč – Vysoké Chvojno – Vyšehněvice – Zdechovice – Žáravice – Živanice